# III съезд РСДРП
III съезд Росси́йской социа́л-демократи́ческой рабо́чей па́ртии — встреча фракции большевиков, проходившая с 12 (25) апреля по 27 апреля (10 мая) 1905 в Лондоне. Присутствовало 24 делегата с решающими голосами и 14 — с совещательными. Все делегаты были представителями фракции большевиков. Прочие фракции РСДРП на съезде отсутствовали. Решением Лондонского съезда РСДРП (1907) лондонскому съезду большевиков было отказано в официальном статусе «Съезда РСДРП».

## Порядок дня
- Доклад Организационного комитета;

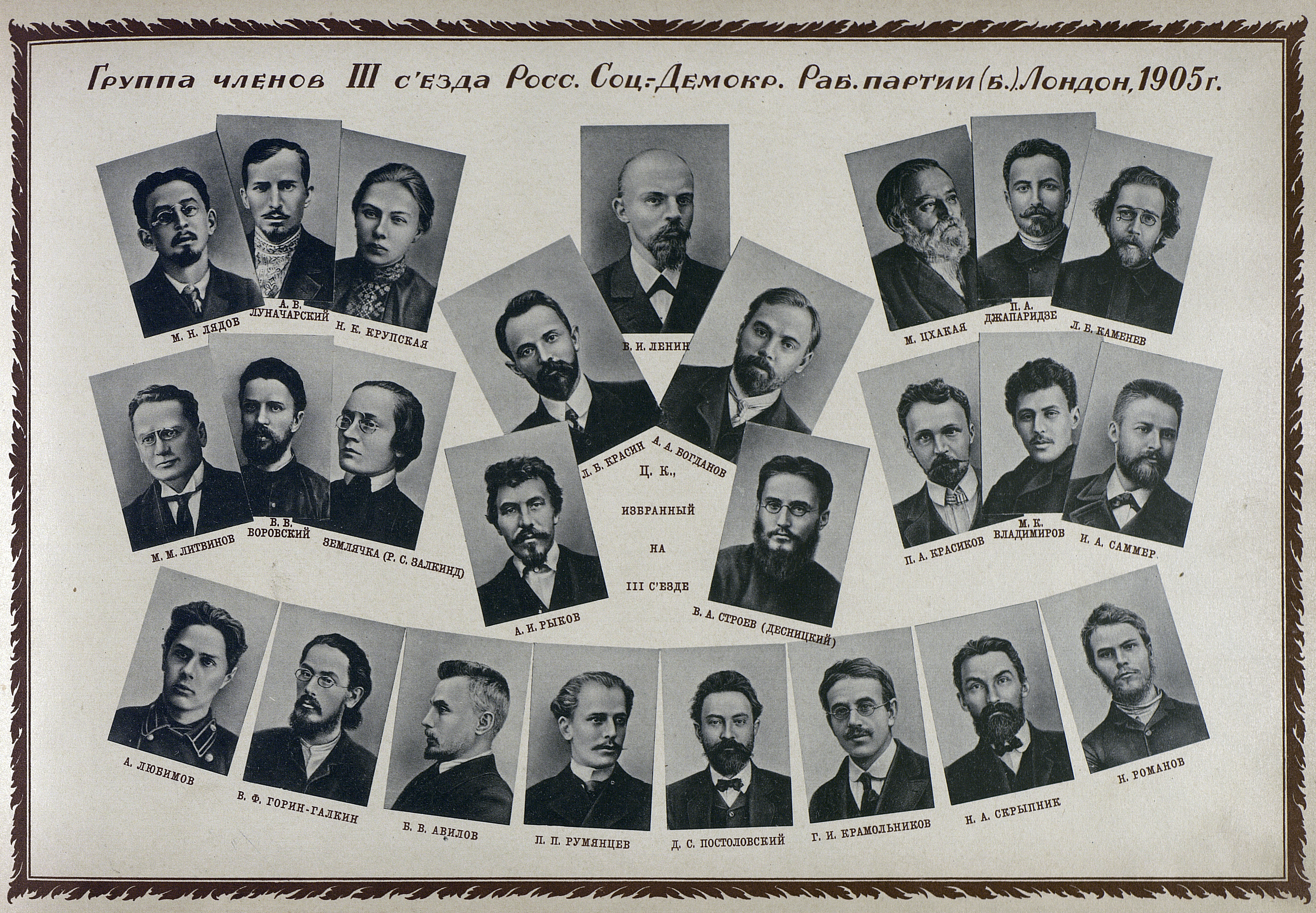
Участники съезда

- Вопросы тактики партии в революции;
- Вопросы организационные: отношения рабочих и интеллигентов в партийных организациях, Устав партии;
- Отношение к другим партиям и течениям: отношение к отколовшейся части РСДРП, отношение к национальным социал-демократическим организациям, отношение к либералам, практические соглашения с эсерами;
- Внутренние вопросы партийной жизни: пропаганда и агитация;
- Отчёты делегатов: отчёт ЦК, отчёты делегатов местных комитетов;
- Выборы, порядок оглашения резолюций и протоколов съезда и вступления должностных лиц в должность.

## Главнейшие резолюции
- О конституировании съезда;
- О вооруженном восстании;
- О временном революционном правительстве;
- Об отношении к тактике правительства накануне переворота;
- По вопросу об открытом политическом выступлении РСДРП;
- Об отношении к крестьянскому движению;
- Об отколовшейся части партии;
- Об отношении к национальным социал-демократическим организациям;
- О практических соглашениях с социалистами-революционерами;
- Об отношении к либералам;
- О пропаганде и агитации;
- По поводу событии на Кавказе;
- По поводу событий в Польше;
- О Центральном Органе партии.

## История
Первые заседания съезда были посвящены обсуждению доклада Организационного комитета и комиссии по проверке мандатов. В выступлениях делегатов и в принятой резолюции «О конструировании съезда» констатировалась неоспоримая законность съезда, осуждалось противоречащее уставу партии противодействие созыву съезда членов Совета партии Плеханова, Мартова и Аксельрода. Съезд возложил на этих членов бывшего Совета ответственность за раскол партии.
В связи с тем, что съезд проходил во время российской революции 1905—1907 гг., он рассмотрел коренные вопросы тактики партии в революции: о вооруженном восстании, о временном революционном правительстве, об отношении к политике правительства накануне переворота, об открытом политическом выступлении РСДРП, об отношении к крестьянскому движению, об отколовшейся части партии и другие. Съезд определил стратегический план партии в буржуазно-демократической революции: пролетариат как вождь революции в союзе со всем крестьянством, при изоляции либеральной буржуазии ведет борьбу за победу буржуазно-демократической революции. В основу резолюции съезда «О вооруженном восстании» были положены идеи В. И. Ленина о гегемонии пролетариата в буржуазно-демократической революции и перерастания буржуазно-демократической революции в социалистическую.
В резолюции «Об отношении к крестьянскому движению» съезд подчеркнул необходимость оказывать самую энергичную поддержку всем революционным мероприятиям крестьянства, вплоть до конфискации помещичьих земель, и предложил партийным организациям теснее связаться с крестьянскими массами, бороться за высвобождение крестьянства из-под влияния либеральной буржуазии, активнее вовлекать их в борьбу против самодержавия.
Исходя из стратегического плана в революции, партия выдвинула перед массами основные лозунги: демократическая республика, конфискация помещичьей земли, 8-часовой рабочий день. Единственным средством свержения царизма и создания демократической республики III съезд РСДРП признал всенародное вооруженное восстание. Съезд поручил всем организациям партии «принять самые энергичные меры к вооружению пролетариата, а также к выработке плана вооруженного восстания и непосредственного руководства таковым, создавая для этого, по мере надобности, особые группы из партийных работников».
В результате победы вооруженного народного восстания должно быть создано временное революционное правительство победивших классов — рабочих и крестьян. В резолюции «О временном революционном правительстве» съезд определил его классовый характер как политического органа революционно-демократической диктатуры пролетариата и крестьянства и его задачи: закрепление завоеваний революции, подавление сопротивления эксплуататорских классов, осуществление ближайших политических и экономических требований пролетариата — программы-минимум РСДРП, создание благоприятных условий для перехода к социалистической революции. Для успешного выполнения этих задач временным революционным правительством съезд указал на допустимость участия в нем представителей социал-демократической партии.
Съезд выдвинул тактические лозунги — призывы партии, направленные на развязывание революционной инициативы масс, на организацию масс для восстания против самодержавия. Такими лозунгами были: а) применение массовых политических стачек; б) организация немедленного осуществления революционным путём 8-часового рабочего дня и других требований рабочего класса; в) немедленная организация революционных крестьянских комитетов, как органов борьбы крестьянства против полицейско-чиновничьего и помещичьего гнета, органов для проведения революционным путём демократических преобразований вплоть до конфискации помещичьих земель; г) вооружение рабочих.
Съезд принял важнейшие решения по организационным вопросам. В резолюции «Об отношении к национальным социал-демократическим организациям» съезд поручил ЦК и местным комитетам приложить все усилия к соглашению с национальными социал-демократическими организациями для согласования местной работы и подготовления возможности объединения всех социал-демократических партий в единую РСДРП.
Задача сплочения всех социал-демократов в единую партию приобрела особое значение в связи с развертывающейся революцией. В резолюции «Об отколовшейся части партии» съезд осудил оппортунистические взгляды меньшевиков не только по организационным, но и по тактическим вопросам и предложил всем членам партии вести повсюду энергичную идейную борьбу против уклонений от принципов революционной социал-демократии. Съезд принял специальную резолюцию о роспуске комитетов, которые откажутся признать решения III съезда, указав, что прибегать к этому нужно «лишь после того, как тщательным выяснением будет вполне установлено нежелание меньшевистских организаций и комитетов подчиниться партийной дисциплине». В специальной резолюции съезд поручил ЦК принять все меры к подготовке и выработке условий слияния с отколовшейся частью
РСДРП.
В резолюции «О пропаганде и агитации» съезд указал на исключительную важность привлечения рабочих, непосредственно связанных с революционным движением, в качестве членов партийных комитетов, агитаторов и пропагандистов.
Съезд принял новый устав партии с ленинской формулировкой первого параграфа о членстве в партии. В уставе были чётко определены права ЦК и автономия местных комитетов, устранена система двоецентрия в партии. Съезд избрал единый руководящий центр — Центральный Комитет во главе с В. И. Лениным.
В резолюции относительно газеты «Вперёд» съезд отметил её выдающуюся роль в деле созыва съезда и выразил благодарность редакции газеты. Съезд утвердил новый Центральный Орган партии — газету «Пролетарий». Редактором «Пролетария» на пленуме ЦК 27 апреля (10 мая) 1905 года был избран В. И. Ленин.
Вся работа съезда прошла под руководством В. И. Ленина. Он сделал доклады об участии с.-д. во временном революционном правительстве, о резолюции относительно поддержки крестьянского движения и выступил в прениях по вопросам: о законности съезда, о вооруженном восстании, об отношении к тактике правительства накануне переворота, об отношениях рабочих и интеллигентов в с.-д. организациях, при обсуждении устава партии, по вопросу о практических соглашениях с социалистами-революционерами, по докладу о деятельности ЦК. Все основные резолюции, принятые съездом, написаны В. И. Лениным: резолюция о вооруженном восстании, о временном революционном правительстве, об открытом политическом выступлении РСДРП, об отношении к крестьянскому движению. В. И. Лениным написаны также резолюции «По поводу событий на Кавказе», «Резолюция об издании протоколов съезда».
В. И. Ленин был председателем на всех заседаниях съезда: он вёл подробные записи во время заседаний, делал многочисленные пометки на записках, представляемых делегатами в Бюро съезда, вёл запись ораторов, отмечал состояние протоколов, подготовляемых секретарями для утверждения съездом.
Одновременно с работой III съезда партии в Женеве проводила свою работу меньшевистская конференция. Меньшевики отрицали гегемонию пролетариата в революции и политику союза пролетариата с крестьянством. Они считали руководителем буржуазно-демократической революции либеральную буржуазию и поэтому утверждали, что в случае победы революции власть должна оказаться в её руках, они отвергали необходимость образования временного революционного правительства из представителей рабочих и крестьян, лозунг революционно-демократической диктатуры пролетариата и крестьянства. «Два съезда — две партии» — так охарактеризовал В. И. Ленин положение в РСДРП в 1905 году.